# (46686) Anitasohus
(46686) Anitasohus est un astéroïde de la ceinture principale.

## Description
(46686) Anitasohus est un astéroïde de la ceinture principale. Il fut découvert le 10 janvier 1997 à Haleakala par le programme NEAT. Il présente une orbite caractérisée par un demi-grand axe de 2,21 UA, une excentricité de 0,16 et une inclinaison de 5,0° par rapport à l'écliptique.